# Verdrag van Wenen inzake consulair verkeer
Het Verdrag van Wenen inzake consulair verkeer of het Verdrag van Wenen inzake consulaire betrekkingen (officieel: Vienna Convention on Consular Relations), ook wel afgekort tot VWCV, is een internationaal verdrag waarin de immuniteiten en privileges van consulaire ambtenaren zijn vastgelegd. Het is een aanvulling op het Verdrag van Wenen inzake diplomatiek verkeer uit 1961.
Het verdrag inzake consulair verkeer werd aangenomen op 24 april 1963 en trad op 19 maart 1967 voor het eerst in werking. Nederland trad op 17 december 1985 toe tot dit verdrag en het trad in Nederland op 16 januari 1986 in werking.